# Felin (skała)

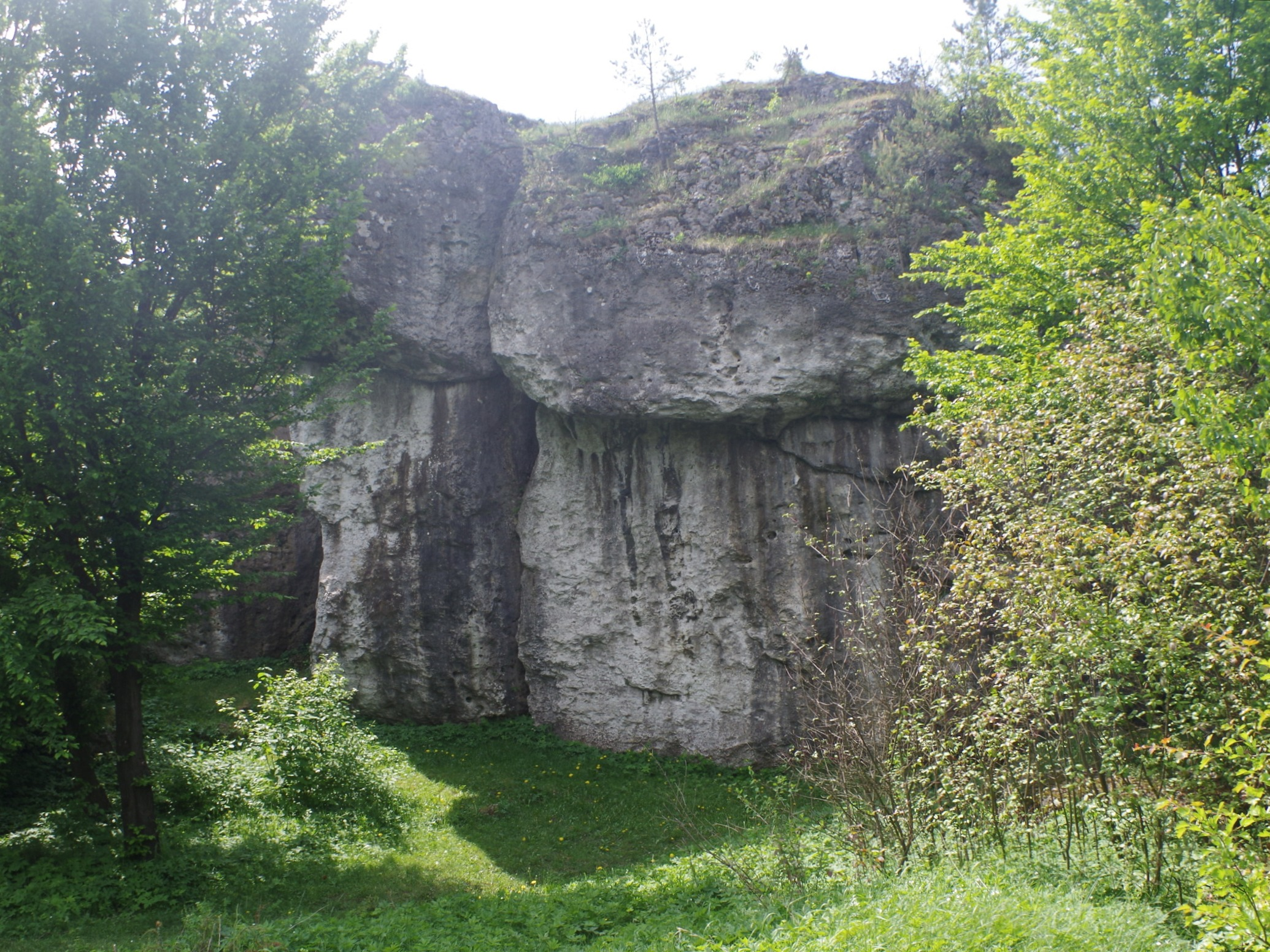
Felin od północy

Felin – skała w grupie Straszykowych Skał w miejscowości Ryczów w województwie śląskim, w powiecie zawierciańskim, w gminie Ogrodzieniec. Straszykowe Skały należą do tzw. Ryczowskiego Mikroregionu Skałkowego. Są to tereny Wyżyny Częstochowskiej z licznymi skałami wapiennymi.
Felin znajduje się na niewielkiej polance, w środkowej części grupy Straszykowych Skał, w sąsiedztwie Fircyka i Skrzyni. Zbudowany jest z wapieni, ma pionowe lub przewieszone, połogie ściany i występują w nim takie formacje skalne jak filar i zacięcie. Ma wysokość 10–11 m i pod szczytem ściany wspinaczkowej posiada dość spory okap.

## Drogi wspinaczkowe
Na Felinie jest 6 dróg wspinaczkowych o trudności od VI do VI.3 w skali trudności Kurtyki oraz 3 projekty. Ściany wspinaczkowe mają wystawę północną, południowo-wschodnią i wschodnią. Drogi mają zamontowane stałe punkty asekuracyjne: ringi (r), stanowisko zjazdowe (st) lub ringi zjazdowe (rz).

Felin I
1. Projekt;

Felin II
1. Projekt; 5r + st, 11 m
2. Rysa Felina; 3r + st, VI 10 m
3. Sztormwachta; 3r + st, VI.3, 10 m
4. Projekt; 3r + st, 10 m
5. Bąkołap; 3r + st, VI.1+ 10 m
6. Gdzie jest Kaczmarczyk?; 3r + st, VI.1, 10 m
7. Pink Opaque; 3r + rz, VI+, 10 m
8. Niekończąca się rzepa; 3r + rz, VI.1, 10 m[5].